# Stéphane Chapuisat
Pour les articles homonymes, voir Chapuisat.
Stéphane Chapuisat, surnommé Chappi, né le 28 juin 1969 à Lausanne, est un footballeur international suisse évoluant au poste d'attaquant du milieu des années 1980 au milieu des années 2000. 
Buteur prolifique comptant plus de trois cents réalisations au cours de sa carrière, Chapuisat fait ses débuts dans son pays natal à l'ES Malley en 1986 avant de rejoindre le Lausanne-Sport l'année suivante. Après trois ans au club, il rejoint l'Allemagne et signe au KFC Uerdingen en début d'année 1991. Six mois plus tard, Chapuisat rejoint le Borussia Dortmund, club de premier plan, où il reste huit saisons et prend une ampleur internationale en inscrivant 123 buts en 284 matchs. Il remporte notamment deux fois le championnat de 1995 à 1996 et la Ligue des champions en 1997.
De retour en Suisse, Chapuisat continue d'être performant, d'abord au Grasshopper Zurich de 1999 à 2002 puis aux Young Boys de 2002 à 2005, et finit meilleur buteur du championnat helvète à deux reprises, en 2001 et 2004. Il met un terme à sa carrière à la fin de la saison 2005-2006, après un dernier passage au Lausanne-Sport. 
Chapuisat représente l'équipe de Suisse pendant plus d'une décennie, de 1989 à 2004, et cumule une centaine de capes, témoignage de son importance en sélection. Avec la Nati, l'attaquant participe à la Coupe du monde 1994 et à deux éditions de l'Euro, en 1996 et 2004.

## Biographie

### En club
Stéphane Chapuisat naît le 28 juin 1969 à Lausanne, ville située au bord du lac Léman en Suisse. Avant sa carrière de footballeur, il apprend le métier d'agent commercial. Comme son père, Pierre-Albert Chapuisat (né en 1948), footballeur professionnel et international suisse, Chapuisat commence sa carrière de joueur professionnel au FC Lausanne-Sport en 1987. Auparavant, il joue pour les jeunes du Red Star Zurich, son père jouant alors pour le FC Zurich. Lorsque son père revient au Lausanne-Sport en 1980, Chapuisat intègre également le club puis rejoint l'ES Malley en 1985. Un an plus tard, à dix-sept ans, il fait ses débuts senior avec Malley en deuxième division suisse. Il se fait remarquer par ses qualités de dribbleur et de buteur qui lui permettent de finir la saison 1986-1987 avec 16 buts en 32 matchs. À l'issue de l'exercice, Chapuisat revient au Lausanne-Sport qui évolue en première division. Dès 1989, en raison de ses performances avec Lausanne, il intègre l'équipe nationale suisse. 
À l'automne 1990, alors que le Lausanne-Sport est largement en tête du championnat, Chapuisat signe à 21 ans au club allemand du Bayer 05 Uerdingen, repéré par l'entraîneur Felix Magath. C’est le premier international suisse, depuis très longtemps, à rejoindre un prestigieux championnat européen. Lausanne ne se remet pas du départ prématuré de sa star et ne gagne finalement pas le titre. Le joueur se blesse dès son arrivée au club et rate près de deux mois de compétition. De retour en avril 1991, Chapuisat joue dix matchs de Bundesliga et marque quatre buts. Malgré une bonne adaptation, le Bayer est relégué en deuxième division et le jeune attaquant quitte le club en fin de saison. Pour la saison 1991-1992, il rejoint le voisin du Borussia Dortmund.
Dès sa première saison à Dortmund, Chapuisat marque 20 buts et devient deuxième meilleur buteur du championnat, son club terminant vice-champion d'Allemagne. En 1993, il se qualifie pour la finale de la Coupe UEFA, battu par la Juventus Turin (0-3 et 1-3).
Malgré une rupture de ligament croisé lors d'un entraînement au printemps 1995, Chapuisat marque 12 buts en 20 rencontres lors de la saison 1994-1995 et devient champion d'Allemagne. À cause de cette blessure, il ne participe qu'à 17 matchs de Bundesliga lors de la saison suivante et ne marque que trois buts.
En 1997, il atteint le sommet de sa carrière en remportant avec Dortmund la Ligue des Champions. Le club de la Ruhr se défait de la Juventus sur le score de 3-1 au stade olympique de Munich. Sa passe décisive, d'un retourné acrobatique, lors d'un quart de finale contre l'AJ Auxerre reste dans les mémoires.
Lors de la saison 1996-1997, le Suisse marque 13 buts en 30 matchs et la saison suivante, 14 buts en 20 matchs. Il remporte en 1997 la Coupe intercontinentale en battant en finale les Brésiliens de Cruzeiro, 2 à 0. Il atteint la demi-finale de la Ligue des champions de l'UEFA 1997-1998 où il perd contre le futur vainqueur, le Real Madrid ; le match aller restant d'anthologie avec le but qui s'écroule avant le coup d'envoi. Auparavant, lors des quarts de finale contre le Bayern Munich, Chapuisat marque le but décisif durant la prolongation qui qualifie les siens en demis,.
Après la saison 1998-1999 où il marque encore huit buts avec le Borussia Dortmund, Chapuisat retourne en Suisse pour rejoindre le Grasshopper Zürich. Il reste avec les sauterelles de 1999 à 2002, et remporte en 2001 le championnat de Suisse. Cette saison-là, il termine également meilleur buteur du championnat avec 21 réalisations. En 2002, il rejoint les Young Boys avec qui il est vice-champion en 2003-2004 et de nouveau meilleur buteur avec 23 buts. Le 25 mai 2005, il dispute son dernier match avec les Young Boys, et beaucoup pensent alors qu'il va prendre sa retraite sportive mais à la surprise générale, il retourne dans sa ville natale et s'engage avec le FC Lausanne-Sport pour une saison en deuxième division suisse. Malgré ses 16 buts marqués lors de la saison 2005-2006, le Lausanne Sport rate de peu la montée dans l'élite et Chapuisat part en retraite, après 20 ans de carrière.

### En équipe nationale

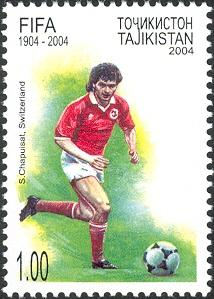
Stéphane Chapuisat sur un timbre du Tadjikistan

Stéphane Chapuisat fait ses débuts le 21 juin 1989 en équipe de Suisse à l'âge de 19 ans et 11 mois, en étant titulaire jusqu'à la 68e minute de jeu lors d'un match amical contre le Brésil (victoire 1 à 0). Il participe à la Coupe du monde de football de 1994 aux États-Unis, au Championnat d'Europe de football 1996 en Angleterre et au Championnat d'Europe de football 2004 au Portugal. Lors de ce dernier tournoi, il dispute son dernier match avec la Nati contre l'Angleterre, et clôt une carrière internationale de 103 capes pour 21 buts. Il marquera au total 21 buts pour son équipe nationale.

### Après carrière
Après sa carrière de footballeur, Chapuisat est nommé en 2007 ambassadeur FIFA pour SOS Villages d'enfants, par la FIFA et l'association SOS Villages d'enfants. Lors de l'Euro 2008 en Suisse et en Autriche, il est ambassadeur et participe à de nombreux évènements. De 2006 à 2007, Chapuisat est président délégué au Lausanne-Sport, puis occupe plusieurs postes aux Young Boys, entraîneur des attaquants, recruteur, avec un intermède de 2017 à 2018 comme entraîneur des attaquants de la sélection suisse des moins de 20 ans.

## Statistiques

### Statistiques détaillées
Ce tableau résume les statistiques en carrière de Chapuisat,,,,. Certaines données manquent, notamment pour les matchs de Coupe de Suisse. Les statistiques des passes décisives ne sont pas complètes pour ce tableau, la majorité des classements des passeurs étant officiellement apparue au cours des années 2000. Ainsi, une barre « - » dans une colonne dédiée aux passes signifie qu'aucune base de données ou source secondaire ne fournit d'information sur le sujet.
| Saison                | Club                  | Championnat           | Championnat | Championnat | Championnat | Coupe nationale | Coupe nationale | Coupe nationale | Coupe de la Ligue | Coupe de la Ligue | Coupe de la Ligue | Supercoupe | Supercoupe | Supercoupe | Compétition(s) continentale(s) | Compétition(s) continentale(s) | Compétition(s) continentale(s) | Compétition(s) continentale(s) | Autres compétitions | Autres compétitions | Autres compétitions | Autres compétitions | Suisse | Suisse | Suisse | Total | Total | Total |
| Saison                | Club                  | Division              | M.          | B.          | P.d.        | M.              | B.              | P.d.            | M.                | B.                | P.d.              | M.         | B.         | P.d.       | Comp.                          | M.                             | B.                             | P.d.                           | Comp.               | M.                  | B.                  | P.d.                | M.     | B.     | P.d.   | M.    | B.    | P.d.  |
| 1986-1987             | ES Malley             | Ligue nationale B     | 32          | 16          | -           | -               | -               | -               | -                 | -                 | -                 | -          | -          | -          | -                              | -                              | -                              | -                              | -                   | -                   | -                   | -                   | -      | -      | -      | 32    | 16    | 0     |
| 1987-1988             | Lausanne-Sport        | Ligue nationale A     | 33          | 12          | -           | -               | -               | -               | -                 | -                 | -                 | -          | -          | -          | -                              | -                              | -                              | -                              | -                   | -                   | -                   | -                   | -      | -      | -      | 33    | 12    | 0     |
| 1988-1989             | Lausanne-Sport        | Ligue nationale A     | 21          | 1           | -           | -               | -               | -               | -                 | -                 | -                 | -          | -          | -          | -                              | -                              | -                              | -                              | -                   | -                   | -                   | -                   | 1      | 0      | -      | 22    | 1     | 0     |
| 1989-1990             | Lausanne-Sport        | Ligue nationale A     | 30          | 10          | -           | -               | -               | -               | -                 | -                 | -                 | -          | -          | -          | -                              | -                              | -                              | -                              | -                   | -                   | -                   | -                   | 6      | 0      | -      | 36    | 10    | 0     |
| 1990-1991             | Lausanne-Sport        | Ligue nationale A     | 20          | 13          | -           | -               | -               | -               | -                 | -                 | -                 | -          | -          | -          | C3                             | 2                              | 1                              | -                              | -                   | -                   | -                   | -                   | 5      | 1      | -      | 27    | 15    | 0     |
| Sous-total            | Sous-total            | Sous-total            | 104         | 36          | -           | -               | -               | -               | -                 | -                 | -                 | -          | -          | -          | -                              | 2                              | 1                              | -                              | -                   | -                   | -                   | -                   | 12     | 1      | -      | 118   | 38    | 0     |
| 1990-1991             | KFC Uerdingen         | Bundesliga            | 10          | 4           | 1           | -               | -               | -               | -                 | -                 | -                 | -          | -          | -          | -                              | -                              | -                              | -                              | -                   | -                   | -                   | -                   | 2      | 0      | -      | 12    | 4     | 1     |
| 1991-1992             | Borussia Dortmund     | Bundesliga            | 37          | 20          | 10          | 2               | 1               | 0               | -                 | -                 | -                 | -          | -          | -          | -                              | -                              | -                              | -                              | -                   | -                   | -                   | -                   | 8      | 2      | -      | 47    | 23    | 10    |
| 1992-1993             | Borussia Dortmund     | Bundesliga            | 27          | 15          | 5           | 4               | 1               | 0               | -                 | -                 | -                 | -          | -          | -          | C3                             | 9                              | 4                              | 1                              | -                   | -                   | -                   | -                   | 6      | 5      | 1      | 46    | 25    | 7     |
| 1993-1994             | Borussia Dortmund     | Bundesliga            | 30          | 17          | 7           | 2               | 0               | 0               | -                 | -                 | -                 | -          | -          | -          | C3                             | 8                              | 4                              | 1                              | -                   | -                   | -                   | -                   | 12     | 4      | 1      | 52    | 25    | 9     |
| 1994-1995             | Borussia Dortmund     | Bundesliga            | 20          | 12          | 5           | 2               | 1               | 0               | -                 | -                 | -                 | -          | -          | -          | C3                             | 7                              | 1                              | 3                              | -                   | -                   | -                   | -                   | 4      | 0      | -      | 33    | 14    | 8     |
| 1995-1996             | Borussia Dortmund     | Bundesliga            | 17          | 3           | 5           | -               | -               | -               | -                 | -                 | -                 | -          | -          | -          | C1                             | 1                              | 0                              | 0                              | -                   | -                   | -                   | -                   | 6      | 0      | -      | 24    | 3     | 5     |
| 1996-1997             | Borussia Dortmund     | Bundesliga            | 30          | 13          | 5           | 1               | 0               | 0               | -                 | -                 | -                 | 1          | 0          | 0          | C1                             | 10                             | 3                              | 4                              | -                   | -                   | -                   | -                   | 5      | 0      | -      | 47    | 16    | 9     |
| 1997-1998             | Borussia Dortmund     | Bundesliga            | 27          | 14          | 7           | 2               | 1               | 0               | 2                 | 1                 | 0                 | -          | -          | -          | C1                             | 9                              | 4                              | 1                              | CI+SU               | 1+2                 | 0                   | 1+0                 | 8      | 2      | -      | 51    | 22    | 9     |
| 1998-1999             | Borussia Dortmund     | Bundesliga            | 30          | 8           | 3           | 3               | 0               | 0               | 0                 | 0                 | 0                 | -          | -          | -          | -                              | -                              | -                              | -                              | -                   | -                   | -                   | -                   | 11     | 3      | -      | 44    | 11    | 3     |
| Sous-total            | Sous-total            | Sous-total            | 218         | 102         | 47          | 16              | 4               | 0               | 2                 | 1                 | 0                 | 1          | 0          | 0          | -                              | 44                             | 16                             | 10                             | -                   | 3                   | 0                   | 1                   | 60     | 16     | 2      | 344   | 139   | 60    |
| 1999-2000             | Grasshopper Zurich    | Ligue nationale A     | 21          | 11          | -           | -               | -               | -               | -                 | -                 | -                 | -          | -          | -          | C3                             | 5                              | 2                              | -                              | -                   | -                   | -                   | -                   | 4      | 1      | -      | 30    | 14    | 0     |
| 2000-2001             | Grasshopper Zurich    | Ligue nationale A     | 24          | 21          | -           | -               | -               | -               | -                 | -                 | -                 | -          | -          | -          | -                              | -                              | -                              | -                              | -                   | -                   | -                   | -                   | 5      | 2      | -      | 29    | 23    | 0     |
| 2001-2002             | Grasshopper Zurich    | Ligue nationale A     | 32          | 13          | -           | 1               | 0               | -               | -                 | -                 | -                 | -          | -          | -          | C1+C3                          | 1+5                            | 1+4                            | -                              | -                   | -                   | -                   | -                   | 1      | 0      | -      | 40    | 18    | 0     |
| Sous-total            | Sous-total            | Sous-total            | 77          | 45          | -           | 1               | 0               | -               | -                 | -                 | -                 | -          | -          | -          | -                              | 11                             | 7                              | -                              | -                   | -                   | -                   | -                   | 10     | 3      | -      | 99    | 55    | 0     |
| 2002-2003             | Young Boys            | Ligue nationale A     | 34          | 15          | 7           | 1               | 0               | -               | -                 | -                 | -                 | -          | -          | -          | -                              | -                              | -                              | -                              | -                   | -                   | -                   | -                   | 9      | 1      | 1      | 44    | 16    | 8     |
| 2003-2004             | Young Boys            | Super League          | 35          | 23          | 19          | 3               | 1               | 1               | -                 | -                 | -                 | -          | -          | -          | C3                             | 2                              | 0                              | -                              | -                   | -                   | -                   | -                   | 10     | 0      | -      | 50    | 24    | 20    |
| 2004-2005             | Young Boys            | Super League          | 31          | 15          | 6           | 5               | 2               | -               | -                 | -                 | -                 | -          | -          | -          | C1                             | 2                              | 1                              | -                              | -                   | -                   | -                   | -                   | -      | -      | -      | 38    | 18    | 6     |
| Sous-total            | Sous-total            | Sous-total            | 100         | 53          | 32          | 9               | 3               | 1               | -                 | -                 | -                 | -          | -          | -          | -                              | 4                              | 1                              | -                              | -                   | -                   | -                   | -                   | 19     | 1      | 1      | 132   | 58    | 34    |
| 2005-2006             | Lausanne-Sport        | Challenge League      | 32          | 16          | -           | 1               | 1               | -               | -                 | -                 | -                 | -          | -          | -          | -                              | -                              | -                              | -                              | -                   | -                   | -                   | -                   | -      | -      | -      | 33    | 17    | 0     |
| Total sur la carrière | Total sur la carrière | Total sur la carrière | 573         | 272         | 79          | 27              | 8               | 1               | 2                 | 1                 | 0                 | 1          | 0          | 0          | -                              | 61                             | 25                             | 10                             | -                   | 3                   | 0                   | 1                   | 103    | 21     | 3      | 770   | 327   | 94    |

### Buts internationaux
|    | Date              | Lieu                              | Adversaire     | Score | Résultat | Compétition                       |
| -- | ----------------- | --------------------------------- | -------------- | ----- | -------- | --------------------------------- |
| 1  | 14 novembre 1990  | Stadio Olimpico, Serravalle       | Saint-Marin    | 0-2   | 0-4      | Éliminatoires Euro 1992           |
| 2  | 11 septembre 1991 | Wankdorf, Berne                   | Écosse         | 1-0   | 2-2      | Éliminatoires Euro 1992           |
| 3  | 9 décembre 1991   | Stade de l'Allmend, Lucerne       | Suède          | 1-0   | 3-1      | Match amical                      |
| 4  | 16 août 1992      | Stade de Kadrioru, Tallinn        | Estonie        | 0-1   | 0-6      | Éliminatoires Coupe du monde 1994 |
| 5  | 16 août 1992      | Stade de Kadrioru, Tallinn        | Estonie        | 0-5   | 0-6      | Éliminatoires Coupe du monde 1994 |
| 6  | 14 octobre 1992   | Stade Sant'Elia, Cagliari         | Italie         | 0-2   | 2-2      | Éliminatoires Coupe du monde 1994 |
| 7  | 18 novembre 1992  | Wankdorf, Berne                   | Malte          | 3-0   | 3-0      | Éliminatoires Coupe du monde 1994 |
| 8  | 31 mars 1993      | Wankdorf, Berne                   | Portugal       | 1-0   | 1-1      | Éliminatoires Coupe du monde 1994 |
| 9  | 17 novembre 1993  | Stade du Hardturm, Zurich         | Estonie        | 4-0   | 4-0      | Éliminatoires Coupe du monde 1994 |
| 10 | 20 avril 1994     | Stade du Hardturm, Zurich         | Tchéquie       | 1-0   | 3-0      | Match amical                      |
| 11 | 20 avril 1994     | Stade du Hardturm, Zurich         | Tchéquie       | 3-0   | 3-0      | Match amical                      |
| 12 | 22 juin 1994      | Silverdome, Pontiac               | Roumanie       | 1-2   | 1-4      | Coupe du monde 1994               |
| 13 | 20 août 1997      | Nepstadion, Budapest              | Hongrie        | 1-1   | 1-1      | Éliminatoires Coupe du monde 1998 |
| 14 | 11 octobre 1997   | Stade du Hardturm, Zurich         | Azerbaïdjan    | 4-0   | 5-0      | Éliminatoires Coupe du monde 1998 |
| 15 | 14 octobre 1998   | Stade du Hardturm, Zurich         | Danemark       | 1-0   | 1-1      | Éliminatoires Euro 2000           |
| 16 | 31 mars 1999      | Stade du Letzigrund, Zurich       | Pays de Galles | 1-0   | 2-0      | Éliminatoires Euro 2000           |
| 17 | 31 mars 1999      | Stade du Letzigrund, Zurich       | Pays de Galles | 2-0   | 2-0      | Éliminatoires Euro 2000           |
| 18 | 29 mars 2000      | Stadio comunale Cornaredo, Lugano | Norvège        | 1-1   | 2-2      | Match amical                      |
| 19 | 24 mars 2001      | Stade du Partizan, Belgrade       | Yougoslavie    | 1-1   | 1-1      | Éliminatoires Coupe du monde 2002 |
| 20 | 28 mars 2001      | Stade du Hardturm, Zurich         | Luxembourg     | 4-0   | 5-0      | Éliminatoires Coupe du monde 2002 |
| 21 | 8 septembre 2002  | Parc Saint-Jacques, Bâle          | Géorgie        | 4-1   | 4-1      | Éliminatoires Euro 2004           |

## Palmarès

### En club
- Vainqueur de Coupe Intercontinentale en 1997 avec le Borussia Dortmund
- Vainqueur de la Ligue des Champions en 1997 avec le Borussia Dortmund
- Champion d'Allemagne en 1995 et en 1996 avec le Borussia Dortmund
- Champion de Suisse en 2001 avec le Grasshopper Zürich
- Finaliste de la Supercoupe d'Europe en 1997 avec le Borussia Dortmund
- Finaliste de la Coupe de l'UEFA en 1993 avec le Borussia Dortmund

### Distinctions individuelles
- Meilleur buteur du Championnat de Suisse en 2001 (21 buts) et en 2004 (23 buts)
- Nommé parmi les Joueurs en or de l'UEFA en 2004

## Anecdotes
- Premier joueur suisse de l'histoire à gagner la Ligue des champions en étant titulaire lors de la finale
- 5e meilleur buteur étranger de Bundesliga (106 buts)
- Lorsque Chapuisat a 17 ans et qu'il joue avec l'ES Malley, il se retrouve face à son père Pierre-Albert dans un match de championnat. Ce dernier est encore actif à 39 ans au FC Renens[2].